# Cyprinodon laciniatus
Cyprinodon laciniatus är en fiskart som beskrevs av Hubbs och Miller 1942. Cyprinodon laciniatus ingår i släktet Cyprinodon och familjen Cyprinodontidae. Inga underarter finns listade i Catalogue of Life.